# Метохија (Стон)
Метохија је насељено место у саставу општине Стон, Дубровачко-неретванска жупанија, Република Хрватска.

## Географски положај
Метохија се налази на континенталном делу полуострва Пељешца, на главном путу који повезује места на Пељешцу од Стона до Ловишта.
Становници се баве пољопривредом.

## Историја
До територијалне реорганизације у Хрватској налазила се у саставу старе општине Дубровник.

## Становништво
На попису становништва 2011. године, Метохија је имала 157 становника.
| Број становника по пописима | Број становника по пописима | Број становника по пописима | Број становника по пописима | Број становника по пописима | Број становника по пописима | Број становника по пописима | Број становника по пописима | Број становника по пописима | Број становника по пописима | Број становника по пописима | Број становника по пописима | Број становника по пописима | Број становника по пописима | Број становника по пописима | Број становника по пописима |
| --------------------------- | --------------------------- | --------------------------- | --------------------------- | --------------------------- | --------------------------- | --------------------------- | --------------------------- | --------------------------- | --------------------------- | --------------------------- | --------------------------- | --------------------------- | --------------------------- | --------------------------- | --------------------------- |
| 1857                        | 1869                        | 1880                        | 1890                        | 1900                        | 1910                        | 1921                        | 1931                        | 1948                        | 1953                        | 1961                        | 1971                        | 1981                        | 1991                        | 2001                        | 2011                        |
| 0                           | 0                           | 189                         | 200                         | 191                         | 195                         | 208                         | 204                         | 199                         | 188                         | 185                         | 160                         | 136                         | 176                         | 168                         | 157                         |

Напомена: У 1857. и 1869. подаци су садржани у насељу Бољеновићи.

### Попис1991.
На попису становништва 1991. године, насељено место Метохија је имало 176 становника, следећег националног састава:
| Попис 1991.‍ | Попис 1991.‍ | Попис 1991.‍ | Попис 1991.‍ | Попис 1991.‍ |
| ----------- | ----------- | ----------- | ----------- | ----------- |
|             |             |             |             |             |
| Хрвати      | Хрвати      |             | 175         | 99,43%      |
| Срби        | Срби        |             | 1           | 0,56%       |
| укупно: 176 |             |             |             |             |